# Orofino
Orofino es una ciudad ubicada en el condado de Clearwater en el estado estadounidense de Idaho. En el Censo de 2010 tenía una población de 3142 habitantes y una densidad poblacional de 491,35 personas por km².

## Geografía
Orofino se encuentra ubicada en las coordenadas 46°29′14″N 116°15′29″O / 46.48722, -116.25806. Según la Oficina del Censo de los Estados Unidos, Orofino tiene una superficie total de 6.39 km², de la cual 0.37 km² corresponden a tierra firme y (0%) 0 km² es agua.

## Demografía
Según el censo de 2010, había 3142 personas residiendo en Orofino. La densidad de población era de 491,35 hab./km². De los 3142 habitantes, Orofino estaba compuesto por el 0.09% blancos, el 0.48% eran afroamericanos, el 2.48% eran amerindios, el 1.43% eran asiáticos, el 0.25% eran isleños del Pacífico, el 1.24% eran de otras razas y el 2.42% pertenecían a dos o más razas. Del total de la población el 4.3% eran hispanos o latinos de cualquier raza.